# Nova Zelândia nos Jogos Olímpicos de Verão de 2020
A Nova Zelândia está representada nos Jogos Olímpicos de Verão de 2020 por um total de 216 desportistas que competem em 21 desportos. Responsável pela equipa olímpica é o Comité Olímpico da Nova Zelândia, bem como as federações desportivas nacionais da cada desporto com participação.
Os portadores da bandeira na cerimónia de abertura foram o remadora Hamish Bond e a jogadora de rugby Sarah Hirini.

## Medalhistas
A equipa olímpica da Nova Zelândia tem obtido seguintes medalhas:
| Nome | Desporto               | Competição                 |
| --- | ---------------------- | -------------------------- |
| Ouro |                        |                            |
| Thomas Mackintosh Hamish Bond Thomas Murray Michael Brake Daniel Williamson Phillip Wilson Shaun Kirkham Matt Macdonald Sam Bosworth (t) | Remo                   | Oito com timoneiro (M8+) M |
| Emma Twigg | Remo                   | Scull individual (W1X) F   |
| Grace Prendergast Kerri Gowler | Remo                   | Dois sem timoneiro (W2-) F |
| Equipa | Rugby 7                | Torneio F                  |
| Prata |                        |                            |
| Brooke Donoghue Hannah Osborne | Remo                   | Duplo scull (W2X) F        |
| Ela Greenslade Emma Dyke Lucy Spoors Kelsey Bevan Grace Prendergast Kerri Gowler Elizabeth Ross Jackie Gowler Caleb Shepherd (t)         | Remo                   | Oito com timoneiro (W8+) F |
| Equipa | Rugby 7                | Torneio M                  |
| Bronze |                        |                            |
| Valerie Adams | Atletismo              | Peso F                     |
| Dylan Schmidt | Ginástica em trampolim | Individual M               |
| Marcus Daniell Michael Venus | Tênis                  | Duplos M                   |
| Hayden Wilde | Triatlo                | Individual M               |